# CEPT
CEPT (сокращение от фр. Conférence européenne des administrations des postes et télécommunications; англ. Conference of European Post and Telecommunications) — Европейская конференция администраций почтовых служб и служб связи.

Марка ФРГ (1968): «Европа» — совместный выпуск европейских стран(Mi #560)

## История
Учреждена 19 европейскими странами в 1959 году. По состоянию на сентябрь 2008 года, членами CEPT являлись представители 48 стран.

## Структура
CEPT имеет три комитета:
- по почтовой связи (фр. Comité européen des régulateurs postaux, сокращённо CERP);
- по электронным коммуникациям (англ. Electronic Communications Committee, сокращённо ECC) — образован в 2001 году слиянием комитетов по телекоммуникациям (ERC) и технологиям (ECTRA);
- по взаимодействию с МСЭ (Committee for ITU Policy).

## Штаб-квартира
Штаб-квартира CEPT находится в Копенгагене (Дания). Контактный адрес:

Nyropsgade 37, 4th floor 1602, Copenhagen, Denmark.

## Совместные выпуски марок
Под эгидой CEPT с 1960 по 1992 год осуществлялась программа совместных выпусков почтовых марок «Европа».